# Talgua (ort)
Talgua är en ort i Honduras.   Den ligger i departementet Departamento de Lempira, i den västra delen av landet, 170 km väster om huvudstaden Tegucigalpa. Talgua ligger 561 meter över havet och antalet invånare är 8 399.
Terrängen runt Talgua är huvudsakligen kuperad, men åt sydväst är den bergig. Talgua ligger nere i en dal. Runt Talgua är det ganska tätbefolkat, med 78 invånare per kvadratkilometer. Närmaste större samhälle är Santa Rosa de Copán, 11,3 km nordväst om Talgua.  